# 清华大学教育研究院

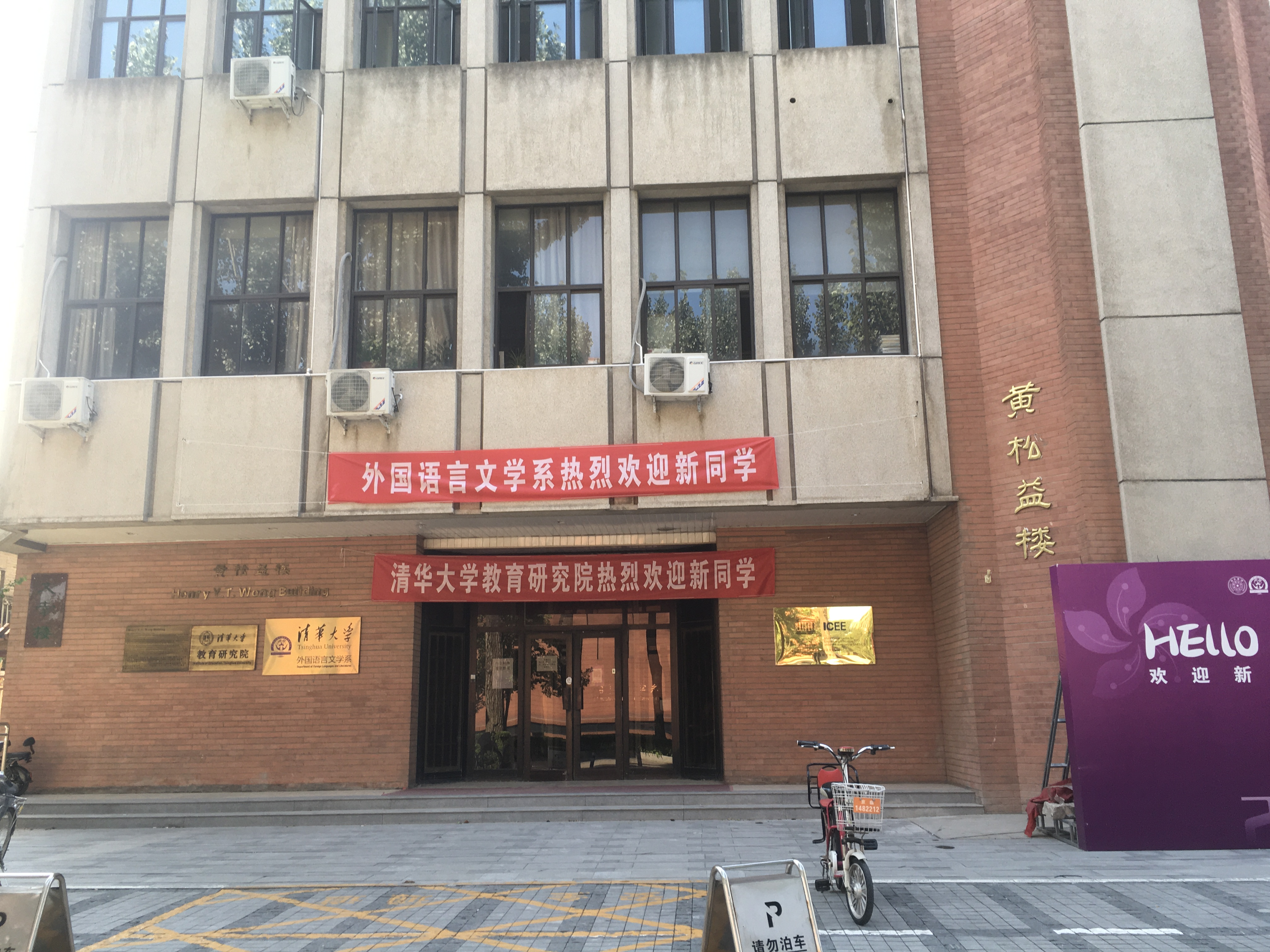
教育學院院館 文南樓

清华大学教育研究院，简称清华教研院，是清华大学直属的从事教育研究的学院，其前身主体为建立于1979年10月的“清华大学教育研究室”。

## 机构
- 高等教育研究所
- 教育政策与管理研究所
- 教育技术研究所

## 招生
教育研究院属于教育研究机构，不承担本科生招生培养任务，只招收硕士生、博士生和教育学专业博士(Ed.D)。

### 招生专业
- 高等教育学：拥有硕士、博士学位授予权
- 教育经济与管理：拥有硕士、博士学位授予权
- 教育技术学：拥有硕士学位授予权

### 招生状况
教育研究院自2009年成立来招生人数稳固上升，每年硕士招生20多人，其中有半数为保送生主要来自清华大学、北京师范大学等著名学府，一部分同学通过国家统一入学考试考入，一部分同学则专业调剂进入学院。
教育研究院因教育问题的广泛性和复杂性，入学同学本科专业各异，不局限于教育学，包括外文系、计算机、经济学、管理学专业同学都有。